# روابط مصر و اسرائیل
کشورهای عربی و در رأس آنها سوریه و مصر به طور رسمی ۴ بار در سالهای ۱۹۴۸، ۱۹۵۶، ۱۹۶۷ و ۱۹۷۳ با اسرائیل وارد جنگ شدند و جز در یک مورد که موفقیت جزئی داشتند در بقیه موارد شکست خوردند در نتیجه روابط بین کشورهای مصر و اسرائیل در طول تاریخ فراز و نشیب‌های بسیاری داشته‌است.
پیمان کمپ دیوید پس از دوازده روز مذاکرات مخفی و با میانجی‌گری ایالات متحده در کمپ دیوید که یکی از استراحتگاه‌های مقام ریاست جمهوری در ایالات متحده آمریکا است نهایی شد و در تاریخ ۱۷ سپتامبر ۱۹۷۸ با حضور جیمی کارتر، رئیس جمهور وقت ایالات متحده آمریکا در کاخ سفید به امضا نهایی رسید. پیمان کمپ دیوید اولین پیمان صلح میان طرفین جنگ اعراب و اسرائیل بود که به صلح میان مصر و اسرائیل انجامید.

## جنگ ۱۹۵۶ (کانال سوئز)
پس از روی کار آمدن جمال عبدالناصر و اعلام ملی شدن کانال سوئز و بستن آن توسط دولت مصر در سال ۱۹۵۶ میلادی، کشور اسرائیل که مدعی بود حق عبور بی ضرر آن به آبهای آزاد خدشه دار شده، برای باز گشایی کانال سوئز اقدام نمود. 
مجمع عمومی سازمان ملل ضمن اینکه این تهاجم یک جانبه به مصر را محکوم کرد و خواهان آتش بس فوری شد، اگر چه انگلیس و فرانسه آن را وتو کردند اما نهایتاً کانال سوئز برای مصر ملی اعلام شد.

## به رسمیت شمردن اسرائیل

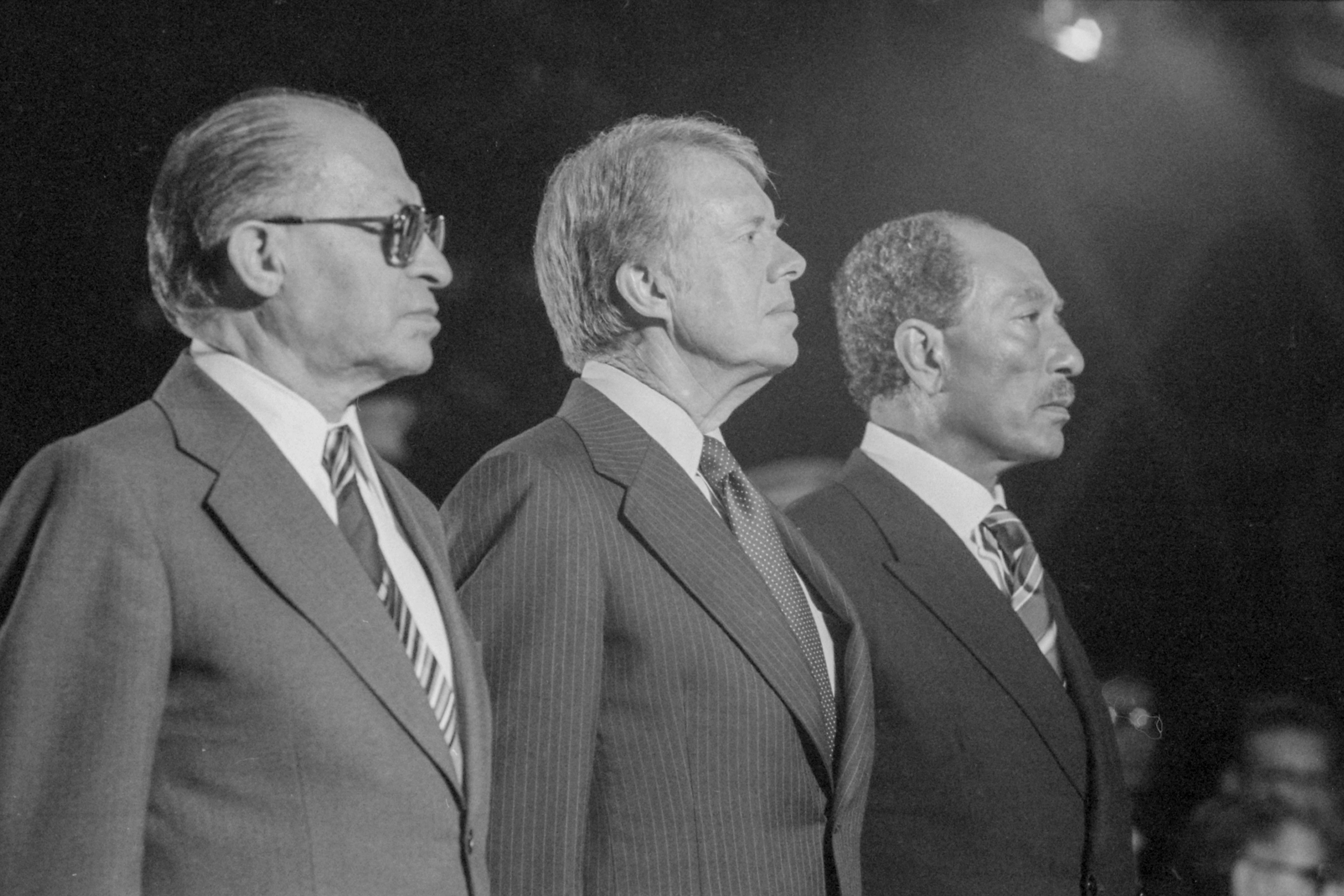
از چپ به راست، مناخیم بگین، جیمی کارتر و انور سادات لحظاتی پس از امضای پیمان کمپ دیوید.

انور سادات اولین رئیس وقت یک کشور عربی از طرفین جنگ اعراب و اسرائیل بود که به صلح با اسرائیل و به رسمیت شناختن این کشور اقدام کرد. وی به سبب این اقدام خود، دو سال بعد در هنگام یک رژه نظامی ترور شد.

## پس از انقلاب ۲۰۱۱ مصر
در پی برکنار شدن دیکتاتور مصر حُسنی مبارک از مقام ریاست‌جمهوری مصر در تاریخ ۱۰ فوریه ۲۰۱۱ میلادی و واگذاری اختیارات کشور به «شورای عالی نیروهای مسلح مصر» این شورا با انتشار بیانیه‌ای بر تعهد این کشور به معاهدات بین‌المللی و منطقه‌ای مصر، از جمله «پیمان کمپ دیوید» تاکید کرد. با اینحال بعد از پیروزی محمد مرسی در انتخابات ریاست جمهوری مصر، وی از تجدیدنظر در قرارداد کمپ دیوید خبر داد.
بعد از افزایش درگیری‌های اسرائیل و غزه و انجام عملیات ستون ابر، دولت مصر سفیر خود را از اسرائیل فراخواند و همه کشورهای عربی از اقدام دولت مصر برای فراخواندن سفیر خود از اسرائیل حمایت کردند، و وزیران خارجه عرب که روز سه شنبه (بیستم نوامبر) به غزه سفر کردند، مجدداً پشتیبانی خود را از موضع قاهره اعلام نمودند.بعد از مدتی با اعتراضات در مصر،محمد مرسی توسط ارتش مصر برکنار شد و چندی بعد روابط مصر و اسرائیل از سر گرفته شد.